# خط عرض 63° جنوب
خط عرض 63° جنوب هي إحدى دوائر العرض الجغرافية، وهي دوائر وهمية تحيط بالكرة الأرضية، وموازية لخط الاستواء، وتتميز هذه الدائرة بأن الأراضي الواقعة عليها تنتمي للمنطقة القطبية.

## حول العالم
خط عرض 63° جنوب يبدأ من خط الزوال الأولي ويتجه شرقا ويمر عبر:
| الإحداثيات                         | البلد أو الإقليم أو البحر | ملاحظات                                                                                           |
| ---------------------------------- | ------------------------- | ------------------------------------------------------------------------------------------------- |
| 63°0′S 0°0′E / 63.000°S 0.000°E    | المحيط الجنوبي            | جنوبي المحيط الأطلسي جنوبي المحيط الهندي جنوبي المحيط الهادئ جنوبي المحيط الأطلسي                 |
| 63°0′S 62°37′W / 63.000°S 62.617°W | القارة القطبية الجنوبية   | جزيرة سميث, المطالب الإقليمية بالقارة القطبية الجنوبية by الأرجنتين, تشيلي و المملكة المتحدة      |
| 63°0′S 62°28′W / 63.000°S 62.467°W | المحيط الجنوبي            | جنوبي المحيط الأطلسي                                                                              |
| 63°0′S 60°42′W / 63.000°S 60.700°W | القارة القطبية الجنوبية   | جزيرة ديسبشن, المطالب الإقليمية بالقارة القطبية الجنوبية by الأرجنتين, تشيلي و المملكة المتحدة    |
| 63°0′S 60°33′W / 63.000°S 60.550°W | المحيط الجنوبي            | جنوبي المحيط الأطلسي                                                                              |
| 63°0′S 56°30′W / 63.000°S 56.500°W | القارة القطبية الجنوبية   | جزيرة دو أورفيل, المطالب الإقليمية بالقارة القطبية الجنوبية by الأرجنتين, تشيلي و المملكة المتحدة |
| 63°0′S 56°8′W / 63.000°S 56.133°W  | المحيط الجنوبي            | جنوبي المحيط الأطلسي                                                                              |